# Bessemer (Michigan)
Bessemer é uma cidade localizada no estado americano de Michigan, no Condado de Gogebic.

## Demografia
Segundo o censo americano de 2000, a sua população era de 2148 habitantes. Em 2006, foi estimada uma população de 1909, um decréscimo de 239 (-11.1%).

## Geografia
De acordo com o United States Census Bureau, Bessemer tem uma área de 14,2 km². A cidade localiza-se a aproximadamente 460 m acima do nível do mar.

## Localidades na vizinhança
O diagrama seguinte representa as localidades num raio de 36 km ao redor de Bessemer. 